# Dexia longipes
Dexia longipes är en tvåvingeart som först beskrevs av Townsend 1926.  Dexia longipes ingår i släktet Dexia och familjen parasitflugor. Inga underarter finns listade i Catalogue of Life.